# Ulica Brzeska w Krakowie
Ulica Brzeska. – ulica w Krakowie o długości 4,1 km położona w dzielnicy XVIII Nowa Huta. Biegnie od ul. Igołomskiej do granicy administracyjnej miasta. Na całej długości jest częścią drogi krajowej nr 75 i stanowi wylot z Krakowa w stronę Niepołomic.

## Historia
Ulica w granicach Krakowa znalazła się w 1973 roku, po ekspansji terytorialnej miasta. Od tamtego czasu ma niezmieniony przebieg i nazwę.

## Przebieg
Ulica rozpoczyna się od skrzyżowania ul. Igołomskiej i ul. Kościelnickiej i przez 4,1 km biegnie na południowy wschód do granicy administracyjnej miasta na Wiśle. Tam jej kontynuacją jest ul. Brzeska w Niepołomicach. Przy ulicy znajdują się przystanki autobusowe o nazwach Brzeska, Zakępie, Wolica, Wolica Las i pętla Wolica Most.